# 小笠原定基
小笠原 定基（おがさわら さだもと）は、戦国時代の武将。信濃国小笠原氏分家・松尾小笠原家当主。松尾城主。
定基は、家伝の糾法に精錬していた鈴岡小笠原家の小笠原政秀から伝習を受けていたが、明応2年（1493年）1月4日、年頭の祝賀と称して政秀を松尾城に誘い、帰途を攻撃して暗殺したことから、鈴岡家は滅亡し、その遺族は府中小笠原家の小笠原長朝を頼った。翌3年（1494年）1月13日、松尾城外の毛賀沢で長朝と戦い撃退した。文亀元年（1501年）、周防国に亡命中の先代将軍足利義稙から書を贈られた。
府中家の小笠原貞朝が11代将軍・足利義澄方の尾張国守護斯波義寛と結び、義稙方の今川氏親を攻めたことから、永正3年（1506年）定基は氏親や伊勢宗瑞の要請に応じて三河国に出兵した。
永正8年（1511年）、死去（『溝口家記』）。天文3年（1534年）、子・貞忠の代に府中家の小笠原長棟に松尾を攻められると、敗れて甲斐国に逐電し甲斐武田氏を頼ることとなった。